# Константин Муравиев
Константин Владов Муравиев е български политик от Българския земеделски народен съюз (БЗНС).
Участва в правителствата, свалени при трите преврата в България през първата половина на 20 век. Той е министър-председател на България в 62-рото правителство, свалено след Деветосептемврийския преврат 1944 г.
Народен представител е в XX (1923), XXII (1927 – 1931) и XXIII (1931 – 1934) обикновено народно събрание.

## Биография
Муравиев е роден в Пазарджик през 1893 година. По майка произхожда от еленския род Робови, от който произлиза Дойно Граматик, автор на Еленския препис на Паисиевата История от 1784 г. Баща му е руски офицер от Освободителната война.
След като се ражда синът му, баща му изоставя семейството и Муравиев израства под опеката на свако си Александър Стамболийски, чиято съпруга Милена е сестра на майка му.
Завършва Френския институт за висши науки в квартала Кадъкьой в Цариград (1912). Участва в Балканските войни и Първата световна война, завършва Военно училище в София (1915). През 1919 е уволнен от армията с чин капитан.
Член на БЗНС от 1918 г., след напускането на армията Константин Муравиев става частен секретар на Александър Стамболийски. При неговото управление той е началник на „Обществена безопасност“ (1919 – 1920), консул в Ротердам (1920), управляващ българската легация в Нидерландия (1921) и Турция (1922 – 1923), министър на войната (1923).
След Деветоюнския преврат през 1923 г. е арестуван и съден, заедно с други членове на правителството. Освободен през 1926 г., той е сред водачите на БЗНС Врабча 1. Кореспондент е на вестниците „Соар“ и „Котидиен“ през 1927 – 1928. Муравиев е последователно министър на народното просвещение (1931 – 1932) и на земеделието и държавните имоти (1932 – 1934) в правителствата на Народния блок до Деветнадесетомайския преврат.
От 2 до 9 септември 1944 г. Муравиев оглавява правителство, съставено от представители на няколко опозиционни партии, което прави последен опит да предотврати Съветският съюз да обявяви война на България. За седмицата, през която е на власт, България прекъсва дипломатическите си отношения с Германия, иска примирие от САЩ и Великобритания и започва да изтегля българските войски от Югославия. На 5 септември правителството на Муравиев обсъжда решение за обявяване война на Германия. Обнародването му обаче е отложено за 72 часа от военния министър генерал Иван Маринов поради технически проблеми при изпълнението. В действителност ген. Маринов вече е бил съгласувал своите действия с Отечествения фронт за отлагане обявяването на войната, за да се даде възможност на СССР да обвини правителството в неискреност и да обяви война на България. Когато на 8 септември решението е обнародвано, страната се озовава в необичайна ситуация: намира се едновременно във война със САЩ, Великобритания и СССР от една страна, а от друга страна – с Германия.
И въпреки това, на 9 септември правителството на Муравиев е съборено от офицерите на Дамян Велчев и комунистите, с активното сътрудничество на военния министър Иван Маринов и на Кимон Георгиев.
Константин Муравиев е осъден на доживотен затвор от т.нар. Народен съд. Тази присъда е отменена с Решение № 172 на Върховния съд от 1996 г. Муравиев е помилван, но оставен под домашен арест, в навечерието на изборите през есента на 1945 година. По-късно отново е в затвора, освободен е 1955 г., на следващата година е арестуван отново и е изпратен в концлагера Белене. Остава в затвора до 1961 г.
Константин Муравиев е женен за Добринка Лазарова (1904 – 1978), от която има две дъщери – Мария (1929 – 2000) и Надежда-Венера (1929 – 2005).
Автор на мемоарната книга „Събития и хора. Спомени“. Умира в София на 31 януари 1965 г.

## Памет
На Константин Муравиев е наречена улица в квартал „Малинова долина“ в София (Карта).